# گویش توسکانی
گویش توسکانی به دسته ای از زبان‌گونه‌های خانواده ایتالی-دالماسیایی گفته می‌شود که در توسکانی ایتالیا تکلم می‌شود. ایتالیایی معیار بر اساس این دسته از گویش‌ها به‌ویژه گویش فلورانسی شکل گرفته‌است.

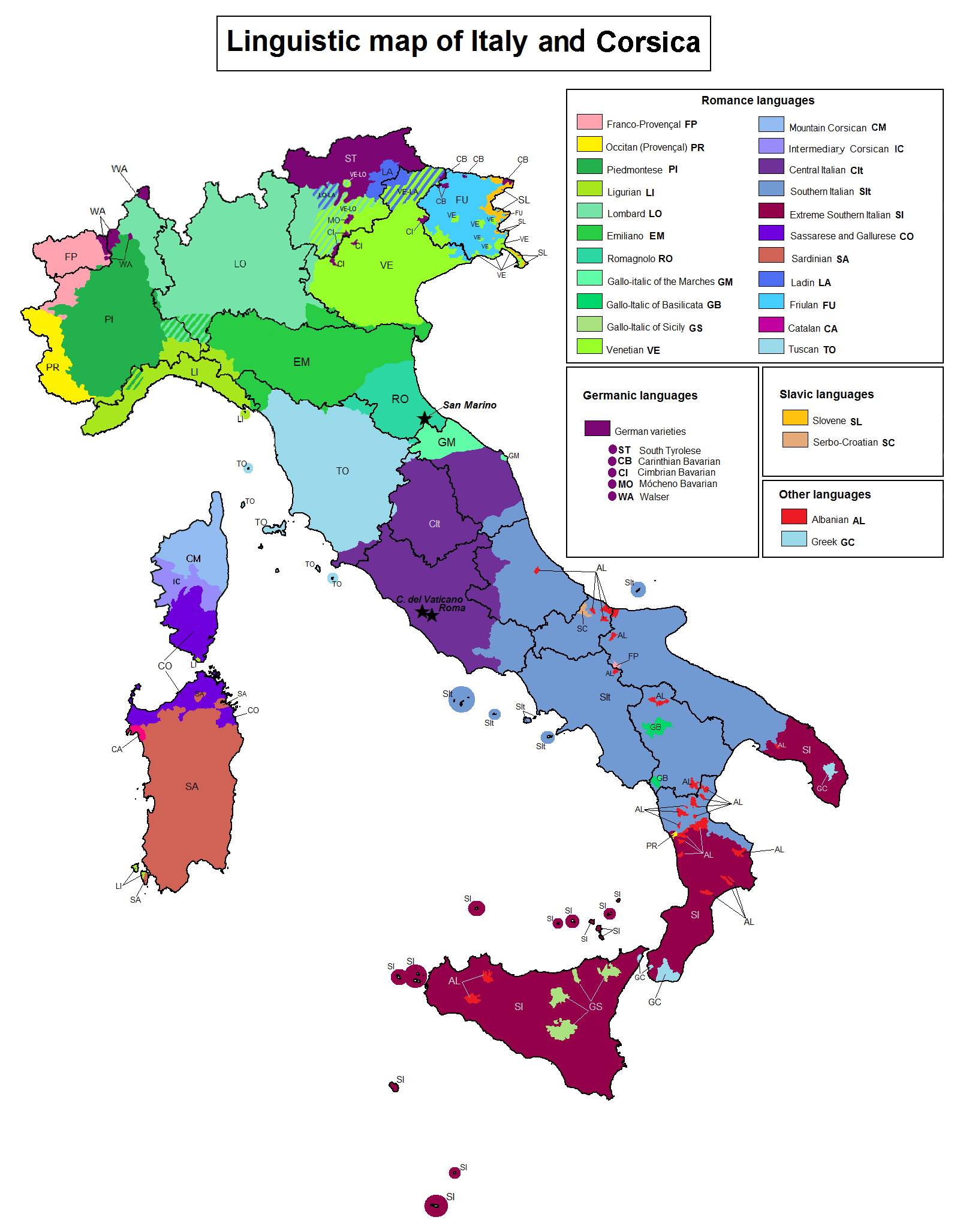
گویشها و زبان های ایتالیا (گویش توسکانی برنگ آبی سیر مشخص است).